# Manuel Kramer
Manuel Kramer (1º gennaio 1989) è uno sciatore di velocità ed ex sciatore alpino austriaco.

## Biografia

### Stagioni 2005-2013
Specialista delle prove veloci e originario di Flachau, Kramer iniziò a disputare gare FIS nel dicembre del 2004. In Coppa Europa esordì il 16 febbraio 2006 a Saalbach-Hinterglemm, piazzandosi 55º in discesa libera, e conquistò il primo podio il 13 febbraio 2009 a Sarentino, arrivando 2º in supergigante. Sempre nel 2009 partecipò ai Mondiali juniores di Garmisch-Partenkirchen, conquistando la medaglia d'oro nel supergigante, ed esordì in Coppa del Mondo, nel supergigante di Lake Louise del 29 novembre, non riuscendo a concludere la gara.
Il 18 febbraio ha 2011 conquistò, in discesa libera, la sua unica vittoria in Coppa Europa, a Soči Krasnaja Poljana; a fine stagione risultò vincitore della classifica di discesa libera del circuito continentale. Il 27 novembre 2011 ottenne a Lake Louise il suo miglior piazzamento di carriera in Coppa del Mondo, 12º in supergigante, e il 16 gennaio 2013 a Hinterstoder colse in discesa libera il suo ultimo podio in Coppa Europa (2º).

### Stagioni 2014-2025
La sua ultima gara in Coppa del Mondo fu la discesa libera di Lillehammer Kvitfjell del 1º marzo 2014, che chiuse al 49º posto, e si congedò dallo sci alpino in occasione del supergigante dei Campionati austriaci 2014, il 27 marzo a Innerkrems. In carriera non prese parte a rassegne olimpiche o iridate.
Dalla stagione 2014-2015 gareggia nello sci di velocità. Ha esordito nella disciplina in occasione dei Mondiali di Pas de la Casa/Grandvalira 2015 il 2 marzo 2015, classificandosi 3º in categoria Speed Downhill, e in Coppa del Mondo il giorno successivo nella medesima località, vincendo la gara, sempre in categoria SDH. Ai successivi Mondiali di Idre 2017 ha vinto la medaglia d'argento stavolta nella categoria S1 e quelli di Vars 2019 è stato 7º. Ai Mondiali di Vars 2022 ha vinto la medaglia d'argento e a quelli di Vars 2023 la medaglia di bronzo; ai Mondiali di Vars 2024 ha nuovamente vinto la medaglia di bronzo e a quelli di Vars 2025 la medaglia d'argento.

## Palmarès

### Sci alpino

#### Mondiali juniores
- 1 medaglia
  - 1 oro (supergigante a Garmisch-Partenkirchen 2009)

#### Coppa del Mondo
- Miglior piazzamento in classifica generale: 110º nel 2012

#### Coppa Europa
- Miglior piazzamento in classifica generale: 21º nel 2011
- Vincitore della classifica di discesa libera nel 2011
- 5 podi:
  - 1 vittoria
  - 3 secondi posti
  - 1 terzo posto

##### Coppa Europa - vittorie
| Data             | Località              | Paese  | Specialità |
| ---------------- | --------------------- | ------ | ---------- |
| 18 febbraio 2011 | Soči Krasnaja Poljana | Russia | DH         |

Legenda:

DH = discesa libera

#### Campionati austriaci
- 1 medaglia[1]:
  - 1 argento (supergigante nel 2010)

#### Campionati austriaci juniores
- 1 medaglia[1]:
  - 1 bronzo (discesa libera nel 2008)

### Sci di velocità

#### Mondiali
- 6 medaglie:
  - 3 argenti (Speed One a Idre 2017; Speed Skiing a Vars 2022; S1 a Vars 2025)
  - 3 bronzi (Speed Downhill a Pas de la Casa/Grandvalira 2015; Speed Skiing a Vars 2023; S1 a Vars 2024)

#### Coppa del Mondo
- Miglior piazzamento in classifica generale nella categoria Speed One: 2º nel 2018 e nel 2019
- Miglior piazzamento in classifica generale nella categoria Speed Downhill: 3º nel 2015
- 29 podi:
  - 7 vittorie
  - 12 secondi posti
  - 10 terzi posti

##### Coppa del Mondo - vittorie
| Data             | Località  | Paese     | Specialità |
| ---------------- | --------- | --------- | ---------- |
| 7 marzo 2017     | Sun Peaks | Canada    | S1         |
| 4 febbraio 2018  | Vars      | Francia   | S1         |
| 5 marzo 2018     | Sun Peaks | Canada    | S1         |
| 16 marzo 2018    | Idre      | Svezia    | S1         |
| 17 marzo 2018    | Idre      | Svezia    | S1         |
| 13 febbraio 2019 | Salla     | Finlandia | S1         |
| 14 febbraio 2019 | Salla     | Finlandia | S1         |

Legenda:

S1 = Speed One

SDH = Speed Downhill